# 港台電視
港台電視是香港公營廣播機構香港電台運營的電視服務，目前擁有兩個自家電視頻道和三個轉播頻道。港台電視節目的取向較商業電視台為嚴肅，著重時事、教育及小眾趣味，並且進行部分體育賽事的轉播及評述工作。

## 歷史

### 早期發展
1970年，香港電台的電視節目製作部門「公共事務電視部」（即現在的「電視部」）成立。 1971年，香港教育署成立教育電視組；五年後，由香港電台協助製作學校教育電視節目，並成立教育電視中心。 1970年至2012年，香港電台雖有製作電視節目，但沒有自營電視頻道，製作的電視節目需全部透過商業電視台播出；直到2012年，港台電視頻道試播，這一情況才告結束。

### 自營頻道開播

#### 信號測試
2009年，香港特別行政區政府宣佈擴大香港電台的服務範疇，其中一項主要任務是推出數碼地面電視廣播服務，為香港市民提供免費的公共數碼電視。香港電台正籌備有關的工作，數碼地面電視訊號將會透過62頻道（798-806MHz）廣播，令大眾除了享有現有的商營電視台所提供的服務外，有更多的選擇。2012年7月1日，港台電視開始透過慈雲山發射站進行測試廣播。初期提供一套高清頻道及兩套標清頻道（標清頻道1和標清頻道2）。2013年3月，金山、青山和飛鵝山的發射站相繼投入服務，港台數碼地面電視訊號的覆蓋率擴展至超過全港50%人口。
2013年1月9日起，港台電視標清頻道1開始每逢星期三轉播香港立法會會議，提供雙語廣播，觀眾可選擇收聽粵語或英語音軌。2013年4月1日起，港台高清頻道與無綫電視翡翠台及亞洲電視本港台同步播放港台黃金時段節目及重播港台節目以達到每天6.5小時之廣播時數（19:00－次日01:00），《城市論壇》也會在高清頻道與翡翠台同步播放；其餘時間，港台高清頻道則繼續播放港台挑選的高清節目作測試用途。港台標清頻道2則每日循環播放港台自制劇集《獅子山下》劇照。
2013年11月2日，香港電台舉行「香港電台節目顧問團會議2013」，正式公佈港台電視三個頻道的名稱港台電視31（原高清頻道）、港台電視32（原標清頻道1）和港台電視33（原標清頻道2），並將全部升級為高清頻道；同時公佈了三個頻道的內容安排：
- 港台電視31：現有和新增的港台節目及外購節目，將分階段推出達至全日24小時廣播。涵蓋時事、教育、資訊、文化及藝術和戲劇的綜合頻道，內容包括全新製作節目、外購節目、本台精選、經典重溫、教育電視、天氣及兩台黃金時段同步播放的節目。
- 港台電視32：逢星期三直播每周立法會會議、其他重要會議、記者會及機構宣傳片等，只是每個節目寫着「新聞.體育.會議.漫。電視」（12:00-0:00/0:00-12:00）
- 港台電視33：轉播中國中央電視台紀錄頻道（英文版）（CCTV-9 Documentary）。

#### 試播
2014年1月7日，港台電視三條頻道撤下「訊號測試」字樣；其中31台和32台改為「頻道試播」（第二階段測試13日開始），33台開始轉播CCTV-9英文版（2016年12月31日更名為CGTN紀錄頻道）。
2015年4月1日，亞視不獲本地免費電視續牌；商務及經濟發展局局長蘇錦梁有意將港台電視模擬化，並增設電視新聞。同月12日中午，香港電台決定計劃將港台電視分階段試播及全面啓播的可行性，預定同年6月底之前遞交初步建議，計劃第三階段試播時或之後會包括加強本地製作及外購節目、增設電視新聞等等。
2015年9月21日開始，港台電視31由星期一至五改為下午2時開台，廣播共11.5小時。2015年11月7日，「香港電台節目顧問團會議2015」維持決定，同時考慮將港台電視模擬化決定在4月1日推出，預計由早上6時30分至凌晨1時30分，總廣播為19小時。
2016年2月15日，廣播處長梁家榮保證港台電視在現有資源下提供新聞、資訊節目，預計接手初期可提供晨早和晚間新聞，每晚有最少15分鐘新聞節目，計劃電視新聞在初期不設新聞主播。
2016年4月2日0时许，港台電視31A和港台電視33A（港台電視31和港台電視33的模擬版本）接手原本港台和國際台空出的模擬頻道。
2017年5月29日，港台電視33、33A改為轉播CCTV-1 港澳版節目，繼續維持高清廣播。
試播階段於2019年3月底結束，之後港台電視所有頻道將全面改為24小時播出。

#### 24小時正式廣播
2019年4月，港台電視五條頻道24小時不停廣播，分別是港台電視31、31A、港台電視32及港台電視33、33A。

#### 終止模擬廣播及頻譜遷移
根據通訊事務管理局的安排，港台電視31A及33A於2020年11月30日23時59分正式終止廣播。另外，港台電視31-33於2021年4月1日採用27頻道與現有的62頻道進行同步廣播，並將於2021年11月30日深夜11時59分終止現有的62頻道廣播。

#### 港台電視34
2022年6月17日，港台電視頻道港台電視34開始試播。
2022年6月24日，早上10時半港台電視頻道港台電視34開始轉播中國環球電視網紀錄頻道，並於台徽下方加上「訊號測試」。
2022年7月1日，港台電視34正式啟播中國環球電視網紀錄頻道，同日亦增設新電台頻道FM102.8，為粵港澳大灣區之聲，覆蓋範圍包括部分中西區及灣仔區、油尖旺、深水埗、部分九龍城及部分葵青區。

#### 港台電視35
2023年6月15日，港台電視頻道港台電視35開始試播，29日轉為以中英文顯示的靜態文字畫面《CGTN英語頻道將於7月1日 港台電視35啟播》。
2023年7月1日，中央广播电视总台CGTN英语频道(即港台电视35)将正式在香港电台公共数字电视平台落播，并与总台央视综合频道（港台电视33）、CGTN纪录频道（港台电视34）同步上线香港电台新媒体平台。但港台官网上的中央广播电视总台电视频道仅限香港本地用户观看。
啟播初期，由於27頻道已經用盡的關係，所以35台開始改用29頻道，由於部分大廈的公共天線系統須添置或升級數碼頻道接收器材，才能接收港台電視35，港台已與房屋署及相關大廈物業管理公司或機構聯繫進行相關協調，市民於啟播數個月後才可陸續接收港台電視35。

#### 港台電視36
2024年6月24日，港台電視頻道港台電視36開始試播。試播初期僅顯示靜態字卡，7月2日開始重播港台製作的體育節目。2024年7月26日开播，在2024年巴黎奥运会及残奥会期间24小时以英語播出相关赛事。而該頻道在巴黎奧運會以及殘奧會賽事結束後，於2024年10月1日港台電視36正式停播。

## 電視頻道
| 頻道編號 | 頻道名稱   | 傳送制式                                                                       | 角色和定位 | 語言                                               | 節目類型                                                 |
| 31       | 港台電視31 | 有線寬頻網絡（混合光纖同軸電纜、微波多點傳輸）香港數碼地面電視廣播（大氣電波） | 手語及視像新聞、自家製作、外購節目、經典節目、大型節目、英文節目、學校節目、天氣報告、體育賽事直播，以及政府和機構宣傳片      | 粵語為主，亦有英語廣播節目、少數族裔字幕及手語服務 | 時事和文化藝術等綜合節目                                 |
| 32       | 港台電視32 | 有線寬頻網絡（混合光纖同軸電纜、微波多點傳輸）香港數碼地面電視廣播（大氣電波） | 直播頻道 直播多個立法會會議、其他重要會議和記者會、國際新聞圖片及片段。生活、健康、資訊、體育等宣傳速遞，體育賽事的直播、重溫 | 粵語、英語、普通話及香港手語                       | 宣傳咨詢速遞、直播立法會會議及國際新聞訊號、體育賽事直播 |
| 33       | 港台電視33 | 有線寬頻網絡（混合光纖同軸電纜、微波多點傳輸）香港數碼地面電視廣播（大氣電波） | 外購頻道 轉播CCTV-1 港澳版 | 普通話                                             | 新聞、兒童、劇集、紀錄片、特備節目、晚會節目及綜藝       |
| 34       | 港台電視34 | 有線寬頻網絡（混合光纖同軸電纜、微波多點傳輸）香港數碼地面電視廣播（大氣電波） | 外購頻道 轉播中國環球電視網紀錄頻道                                                                                           | 英語                                               | 歷史、文化及紀錄片                                       |
| 35       | 港台電視35 | 香港數碼地面電視廣播（大氣電波）                                               | 外購頻道 轉播中國環球電視網主頻道                                                                                             | 英語                                               | 新聞資訊                                                 |

## 外部連結
- 香港網絡大典上的相关条目：港台電視
- 香港電視大典上的相关条目：港台電視